# Wolfhard Weber
Wolfhard Weber (* 26. April 1940 in Bremen) ist ein deutscher Technikhistoriker und Hochschullehrer; er lehrte von 1976 bis 2005 Wirtschafts- und Technikgeschichte an der Ruhr-Universität Bochum.

## Aktivitäten
Wolfhard Weber studierte an der Philipps-Universität Marburg und schloss sich 1959 dem Marburger Wingolf an.
Weber hielt zusammen mit Ulrich Troitzsch auf dem 31. Historikertag am 24. September 1976 in Mannheim den programmatischen Vortrag „Methodologische Überlegungen für eine künftige Technikhistorie“. Dieser beschäftigte sich mit zu klärenden systematischen Fragestellungen, um die damals noch junge Technikgeschichte als selbstständige Disziplin zu etablieren.
Im Jahr 1990 wurde Weber zum ordentlichen Mitglied der Historischen Kommission für Westfalen gewählt.